# Antonio Brusamolin
Antonio Brusamolin (17. ledna 1837 Castelnuovo – 3. června 1904 Castelnuovo) byl rakouský římskokatolický duchovní a politik italské národnosti z Tyrolska (respektive z Jižního Tyrolska), na konci 19. století poslanec Říšské rady.

## Biografie
V roce 1862 byl vysvěcen na kněze. Vyučoval dějiny, filozofii a řečtinu na biskupském gymnáziu v Trentu. Od roku 1884 se podílel na vydávání listu La voce cattolica. Z redakce odešel v roce 1889, kdy nastoupil jako ředitel listu Il popolo trentino. Zasedal i jako poslanec Tyrolského zemského sněmu. Na zemském sněmu zasedal v letech 1889–1891 (obvod Rovereto) a 1895–1901 (obvod Trento).
Byl i poslancem Říšské rady (celostátního parlamentu Předlitavska), kam usedl v doplňovacích volbách roku 1898 za kurii všeobecnou v Tyrolsku, 3. volební obvod: Trento, Borgo atd. místo Lorenza Guettiho. Ve volebním období 1897–1901 se uvádí jako Anton Brusamolin, kněz, bytem Castelnuovo.
Ve volbách roku 1898 kandidoval do Říšské rady jako italský národní katolický kandidát. V lednu 1899 se uvádí jako italský poslanec, který společně s dalšími klerikálními Italy odmítl vstup do poslaneckého Italského klubu a hodlal v něm působit jen jako hospitant.